# Accidente aéreo del Schweizer 333 de la Procuraduría General de la República
El accidente aéreo del Schweizer 333 de la Procuraduría General de la República, se suscitó el 18 de noviembre de 2008, luego del desplome de la aeronave Schweizer 333 al norte de la Ciudad de Chihuahua, Chihuahua; en el percance murieron el piloto del helicóptero y un agente de la Policía Federal Preventiva. La caída se produjo luego de que el piloto hiciera maniobras para el descenso. El aparato se enredó con unos cables de alta tensión y se estrelló; el accidente ocurrió alrededor de las doce y media del día, en la carretera Chihuahua-Ciudad Juárez. La aeronave, de dos plazas, participaría en un recorrido de vigilancia preventiva dentro del Operativo Conjunto Chihuahua, con efectivos del Ejército Mexicano y de las policías estatal y municipal.